# Осјечани Горњи
Осјечани Горњи су насељено мјесто у граду Добој, Република Српска, БиХ. Према попису становништва из 1991. у насељу је живјело 1.259 становника.

## Култура
У селу се налази и Храм Светог Василија Острошког. Црква је отворена само у специјалним приликама. Налази се у непосредној близини основне школе.

## Образовање
ЈУ ОШ „Радоје Домановић” Осјечани Горњи

## Становништво
Становници Осјечана се називају Осјечанци.
| Демографија | Демографија | Демографија |
| Година      | Становника  | Становника  |
| ----------- | ----------- | ----------- |
| 1961.       | 1.567       |             |
| 1971.       | 1.389       |             |
| 1981.       | 1.274       |             |
| 1991.       | 1.264       |             |

## Знамените личности
- Здравко Гојковић, српски књижевник, новинар и задужбинар
- Маринко Гојковић, члан Предсједништва СУБНОР-а Републике Српске[2]
- Милован Миљановић, љекар и хуманиста
- Младен Миљановић, српски сликар
- Никола Којић, српски писац који пише под псеудонимом Argent Hellion[3]
- Срђан Миличевић, стонотениски репрезентативац Босне и Херцеговине, учесник Олимпијских игара 2004. године